# ويليام غرين
ويليام غرين (بالإنجليزية: William Green)‏ (1817 في المملكة المتحدة - 25 نوفمبر 1870 في المملكة المتحدة) هو لاعب كريكت بريطاني (وحمل سابقاً جنسية المملكة المتحدة لبريطانيا العظمى وأيرلندا). لعب مع Kent County Cricket Club ‏ وKent county cricket teams ‏.

## وصلات خارجية
- ويليام غرين على موقع إي آس بي آن كريك إنفو (الإنجليزية)